# Ai no kotodama
Ai no kotodama (愛の言霊? lett. "Parole di devozione") è un film del 2007 diretto da Satoshi Kaneda.
Pellicola giapponese di genere BL (Boys' Love=amore tra ragazzi) ispirato al manga Yaoi di Keiko Kanno.

## Trama
Otani e Tachbana sono inseparabili fin dai tempi del liceo ed ora che si ritrovano all'università assieme hanno deciso di convivere in un appartamento preso in affitto; sono fidanzati ma tengono il loro amore segreto agli altri studenti, tanto per evitarsi complicazioni inutili. Un giorno però incontrano casualmente Yuki, una loro vecchia compagna di scuola; Tachibana la accoglie subito festosamente, Otani un po' meno.
Via via che il tempo passa Otani viene preso sempre più da una forma strisciante di gelosia nei confronti della ragazza, anche perché nota quanto questa si trovi perfettamente a proprio ago accanto a Tachibana; le ha perfino regalato per il suo compleanno un profumo chiamato, guarda caso, proprio "gelosia". Otani si fa sempre più imbronciato e scostante e forse anche un po' insicuro dei sentimenti autentici del fidanzato nei suoi confronti; questo fino a che, per una serie di malintesi venutisi a verificare uno di seguito all'altro, non decidono si separarsi per un po'.
Otani chiede ospitalità per qualche giorno da un amico di college il quale gli confida la sua storia a distanza con un giovane americano. Infine i dubbi tra i due amanti si chiariscono quando Yuki trova il coraggio di confessare ad Otani che in realtà è proprio di lui, non di Tachibana, che ella è sempre stata innamorata. Tutti e tre si ritrovano una sera a far esplodere i fuochi d'artificio: compreso che Otani non potrà mai essere suo, Yuki lo lascia con un abbraccio, sotto lo sguardo affettuoso di Tachibana.